# Viveiro
Viveiro település Spanyolországban, Lugo tartományban. Viveiro O Vicedo, Ourol, O Valadouro, Cervo és Xove községekkel határos. Lakosainak száma 15 217 fő (2024).

## Népesség
A település népessége az elmúlt években az alábbi módon változott:
| Lakosok száma | 15 455 | 15 389 | 15 706 | 16 238 | 16 108 | 15 932 | 15 550 | 15 466 | 15 231 | 15 217 |
|               | 2001   | 2004   | 2007   | 2009   | 2012   | 2014   | 2017   | 2019   | 2022   | 2024   |